# Yolanda Pérez Herreras
Yolanda Pérez Herreras ( Madrid, 1964) es una poeta, artista visual y performer española.

## Trayectoria profesional
Como poeta, ha publicado su obra en diferentes medios escritos desde 1991, y en 1992 publicó su libro de poemas: Palabras y Ecos. Desde 1995 ha expuesto su poesía visual, de modo colectivo.
Como performer, su actividad comienza en 1994, asistiendo a festivales y encuentros nacionales e internacionales, realizando acciones en Madrid, Barcelona, Huelva, Cáceres, Pontevedra, Italia, Finlandia, etc.
Fue cofundadora y codirectora de Alabastro, revista de creación poética (1993-1998), y también, desde 1998, editora de Experimenta…, revista de creación poética experimental. Como miembro del Colectivo YEA!, entre 2002 y 2010 fue coordinadora de los encuentros de poesía y acción Ven Y Vino, en la Galería El Mono de la Tinta, en Madrid, así como del Festival de Arte de Acción ACCIÓN! MAD.
En el año 2015 participa en ˝Artefactos˝, en el Centro de Holografía y Artes Dados Negros con su obra Acción Poema, 2015.
Como coordinadora de Acción-Mad, Encuentros Internacionales de Arte de Acción, se puede leer sus opiniones sobre el arte en general y en particular, en esta extensa entrevista.
Participa en el congreso Fugas e Interferencias 2018.
En su actividad presente,  gestiona, coordina y participa en lecturas poéticas, presentaciones, coloquios, conferencias, festivales, e imparte talleres de poesía visual y arte de acción.